# Jaroslav Mysík
Jaroslav Mysík (1889 – 21. května 1928) byl český fotbalista, střední záložník a útočník.

## Fotbalová kariéra
Hrál za Viktorii Žižkov a AC Sparta Praha. Vítěz Poháru dobročinnosti 1913 a 1914 a finalista 1912. Vynikající technik, tvůrce hry i střelec.